# Psathyrostachys stoloniformis
Psathyrostachys stoloniformis är en gräsart som beskrevs av C.Baden. Psathyrostachys stoloniformis ingår i släktet Psathyrostachys och familjen gräs. Inga underarter finns listade i Catalogue of Life.